# Ford Island (Antarktika)
Ford Island ist eine 2,1 km lange Insel im südlichen Teil des Archipels der Windmill-Inseln vor der Budd-Küste des ostantarktischen Wilkeslands. Sie liegt zwischen den Inseln O’Connor Island und Cloyd Island.
Die Insel wurde anhand von Luftaufnahmen der US-amerikanischen Operation Highjump (1946–1947) und der Operation Windmill (1947–1948) erstmals kartiert. Das Advisory Committee on Antarctic Names benannte sie 1956 nach Homer D. Ford, Fotograf der sogenannten Eastern Task Force bei der Operation Highjump und Assistenzfotograf bei der Operation Windmill.